# Stephanolla quepelana
Stephanolla quepelana är en insektsart som beskrevs av Young 1977. Stephanolla quepelana ingår i släktet Stephanolla och familjen dvärgstritar. Inga underarter finns listade i Catalogue of Life.